# Dominique Lamberjack
Dominique Lamberjack (fils), né le 18 août 1878 et mort le 16 juillet 1948 à Paris, est un pilote français de vitesse moto, devenu pilote automobile.

## Biographie
Il commence tout comme son frère aîné par des courses cyclistes (lors de la première moitié des années 1890). Il court en Floride avec Jean Gougoltz où on les surnomme les démons rouges.
En 1903, il gagne le 21 octobre le kilomètre de Dourdan en catégorie motocyclette, avec sa Griffon type V2. Il réalise alors 104,60 km/h, ce qui constitue le record mondial de vitesse à deux roues durant près de trois mois (battu par Glenn Curtiss). Il s'impose aussi au Meeting d'Ostende chez les deux-roues au kilomètre lancé, au mille départ arrêté, et au 10 kilomètres.
En janvier 1904, il dispute une course moto à Ormond Beach (Floride).
En 1905, il gagne la Course de côte du Mont Ventoux sur deux roues encore avec une Griffon (avant de passer sur Peugeot Lion, côtoyant à l'époque Henri Cissac, Giosuè Giuppone, et le jeune Jules Goux), après avoir été lauréat en catégorie motocyclette de tourisme en 1904 avec la même marque.
En 1905 toujours, il fonde la société Demeester & Lamberjack (Sinpar) avec Léon Demeester, un autre coureur motocycliste français notoire de l'époque. Il va ensuite s'intéresser après le premier conflit mondial -avec Lucien Haubourdin- également à l'aménagement des cars de tourisme, qui commencent à faire leur apparition.
Il remporte durant les années 1920 à deux reprises le Critérium Paris-Nice, en 1923 sur Voisin 8 HP sans soupape, et en 1925 sur Voisin 18 HP dans la catégorie 1.5L. Il revient cette fois sur camion rapide en 1927 dans l'épreuve, alors qu'il devient le concessionnaire principal de Bugatti à Paris avec son fils.
Entre-temps il fonde le Club des Cent en février 1912, avec Louis Forest et l'industriel Édouard Caspari (à vocation mi-gastronomique mi-sportive).

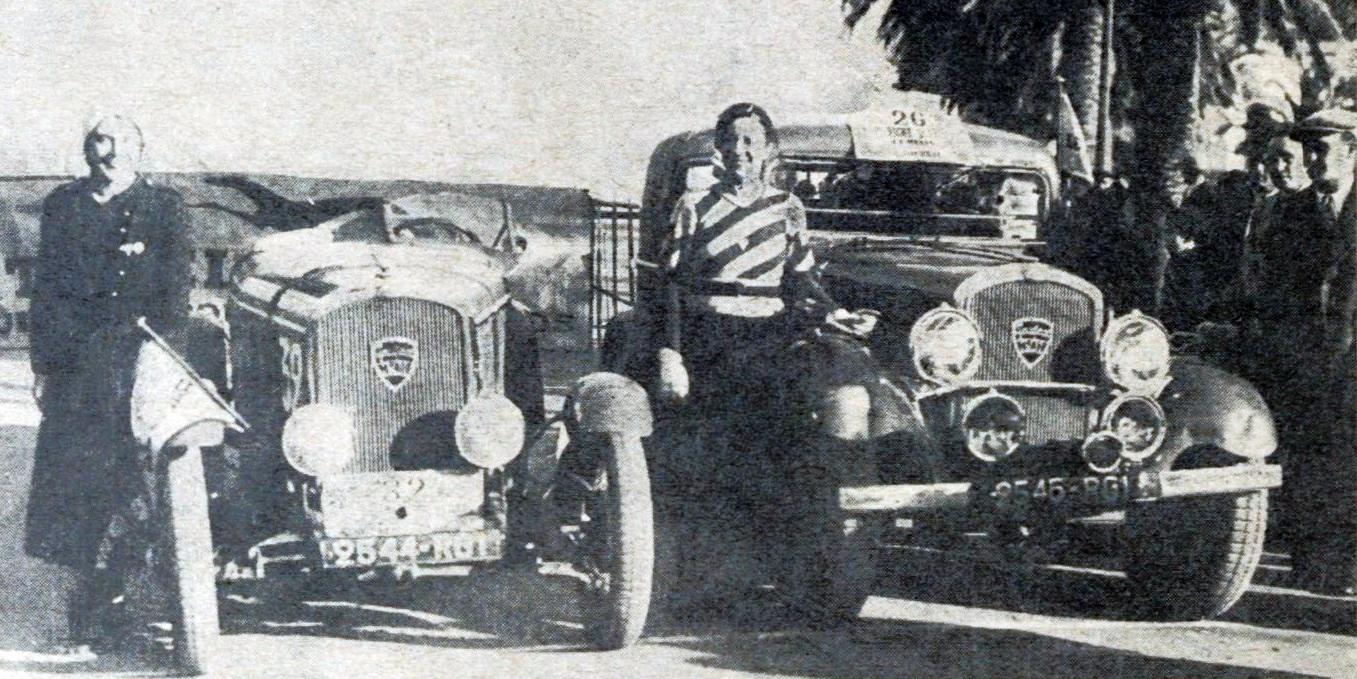
Rallye Paris-Saint-Raphael 1933, G. Louise Lamberjack lauréate de la Coupe de vitesse, D. Marcelle Leblanc, lauréate du classement général au rendement, toutes deux sur Peugeot 301.

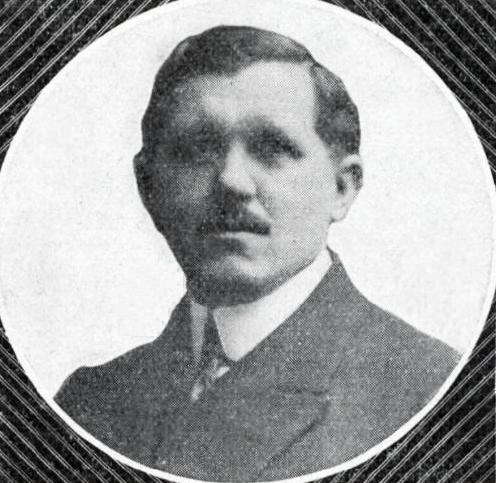
Jean-Émile Lamberjack, en 1912.

Sa fille Louise remporte la Coupe des Dames du Rallye automobile Monte-Carlo en 1933 et 1935, comme copilote (revenant une dernière fois en 1939, avec Odette Siko). Elle gagne l'épreuve de vitesse et la course de côte avec une Talbot lors du Rallye Paris - Saint-Raphaël Féminin 1938. Elle participe aussi -entre autres- aux 3 Heures de Marseille en 1936, sur Hotchkiss.
Le frère de Dominique, Jean-Émile (1869-1912), avait été le directeur de la compagnie franco-américaine d'automobiles à Paris puis de l'usine Clément-Talbot à Londres -fabricant d'automobiles, et, comme tel, intronisé chevalier de la Légion d'Honneur en 1910-, avant de superviser les importations pour Michelin et Renault aux États-Unis, et il avait participé au Paris-Trouville en 1897 (sur Comio, 15e), puis à la Course automobile Paris-Madrid en 1903 (sur Panhard & Levassor, 32e). Il fut assassiné par son ex-épouse Mme Virginie Bossu, et il repose dans l'ancienne tombe de Blaise Cendrars.
Emile est devenu le premier agent de Fiat à Paris (son entreprise a finalement fait partie du SIMCA de Fiat) et un agent Mercedes en décembre 1904. (p691, Automobile Topics, 26 décembre 1903) Dominique est devenu l'agent de Bugatti à Paris.

## Remarque
- Il arriva à Dominique de déplacer quelques bornes kilométriques sur le théâtre de ses exploits motocyclistes, pour dérouter ses adversaires[19].

## Galerie

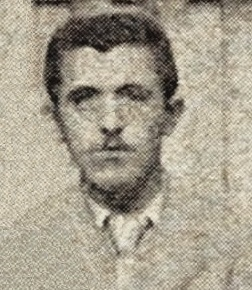
Dominique Lamberjack en 1891 (alors jeune entraîneur du coureur cycliste Jiel-Laval, 2e de Paris-Brest-Paris).
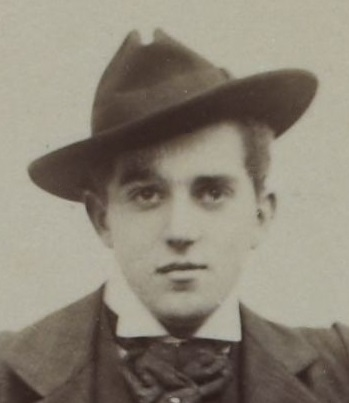
Dominique Lamberjack en 1897.
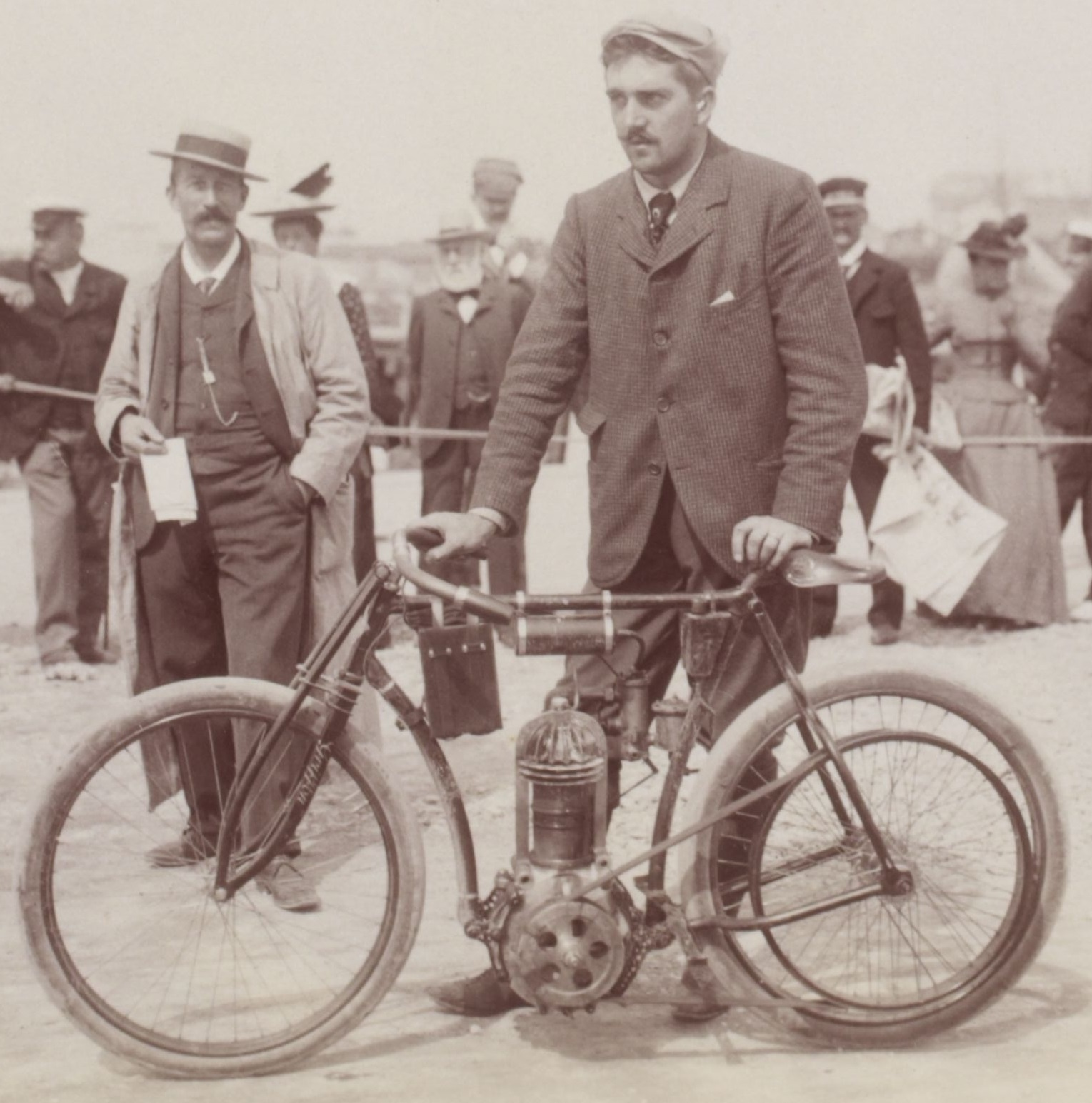
Dominique Lamberjack, sur Griffon au kilomètre de Deauville (août 1902).
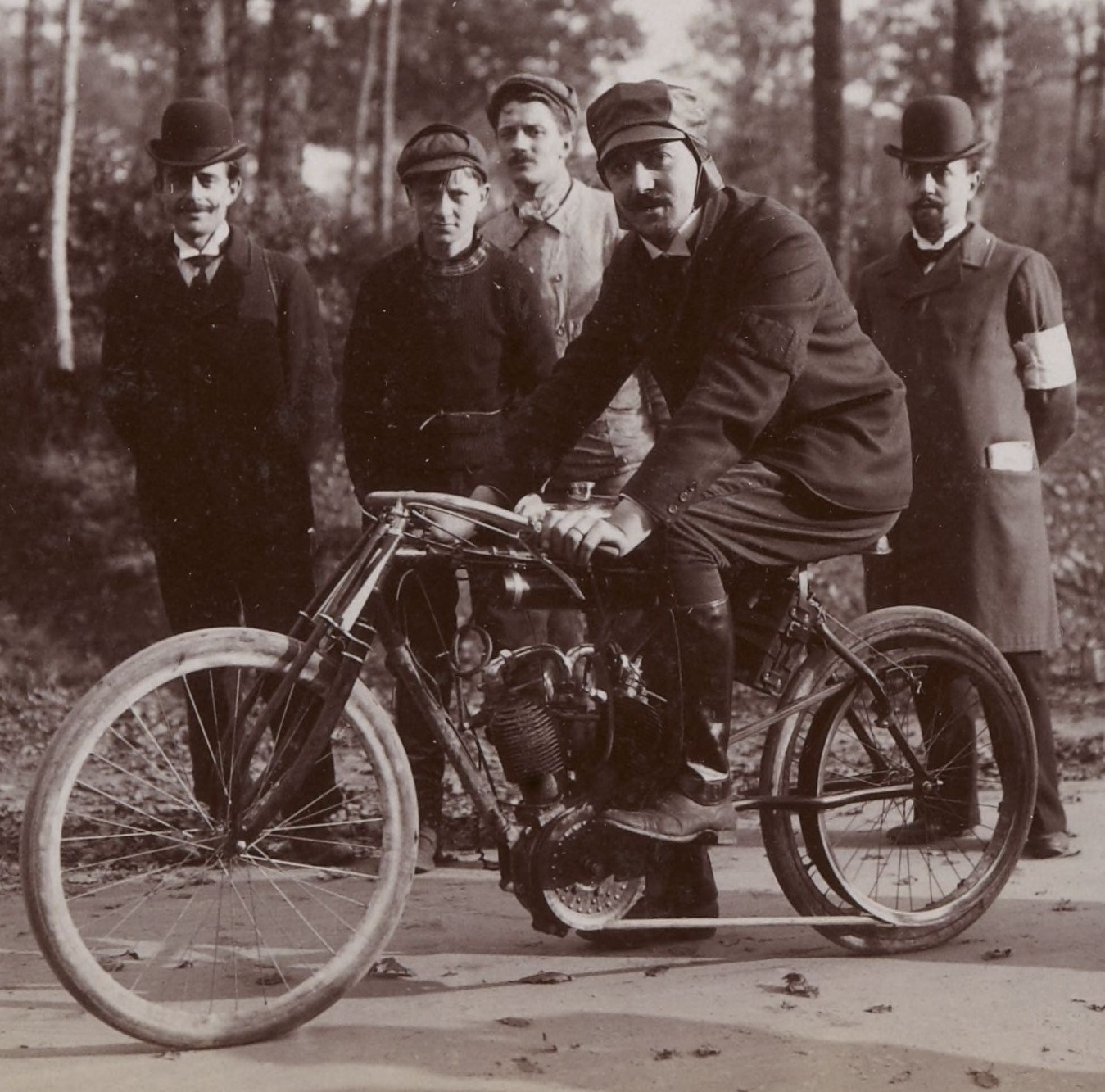
Dominique Lamberjack au kilomètre de Dourdan 1903, devenu recordman du monde sur sa Griffon (aux pneus Wolber).
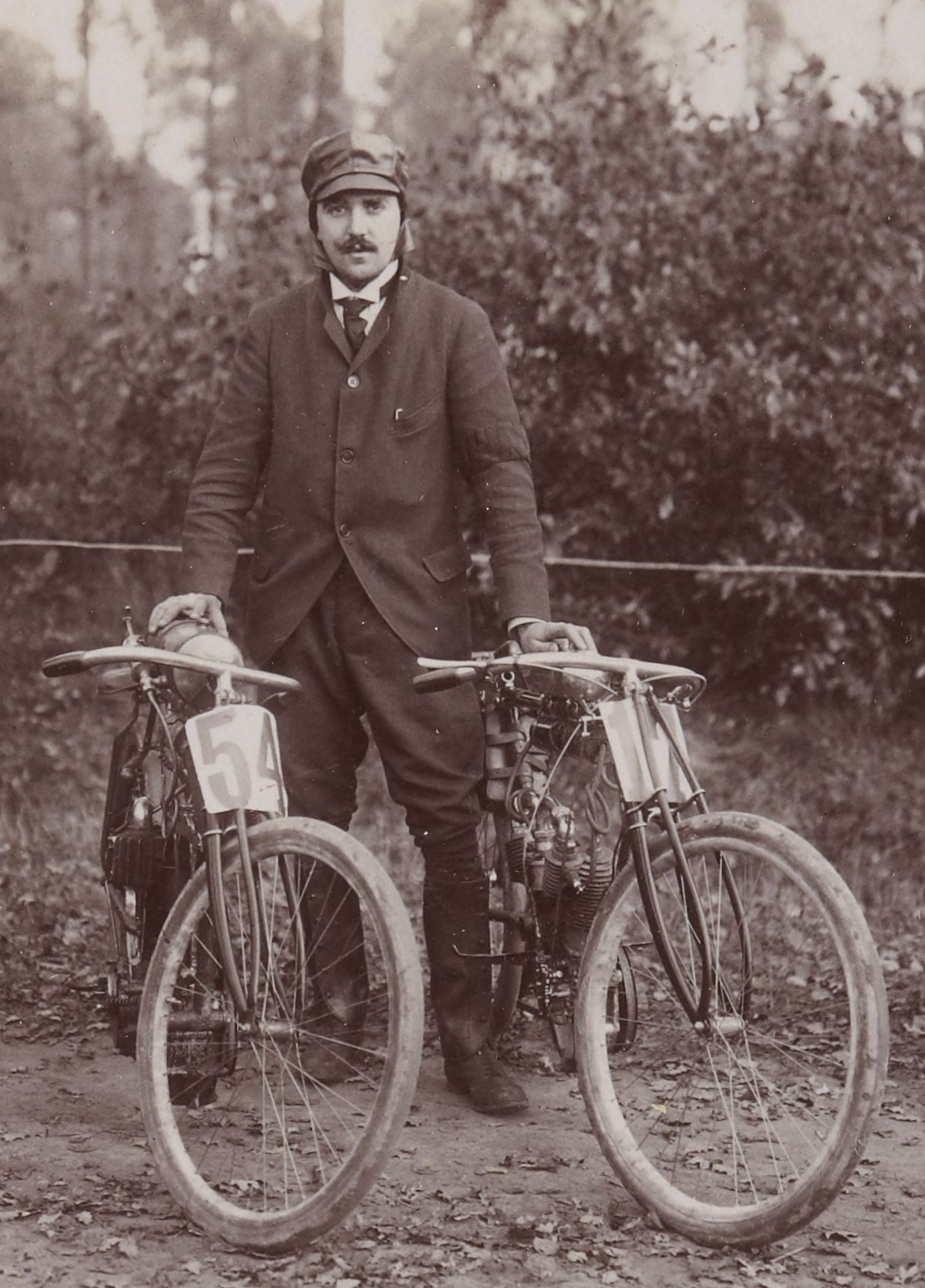
Dominique Lamberjack, victorieux du kilomètres de Dourdan en octobre 1903 (Griffon).
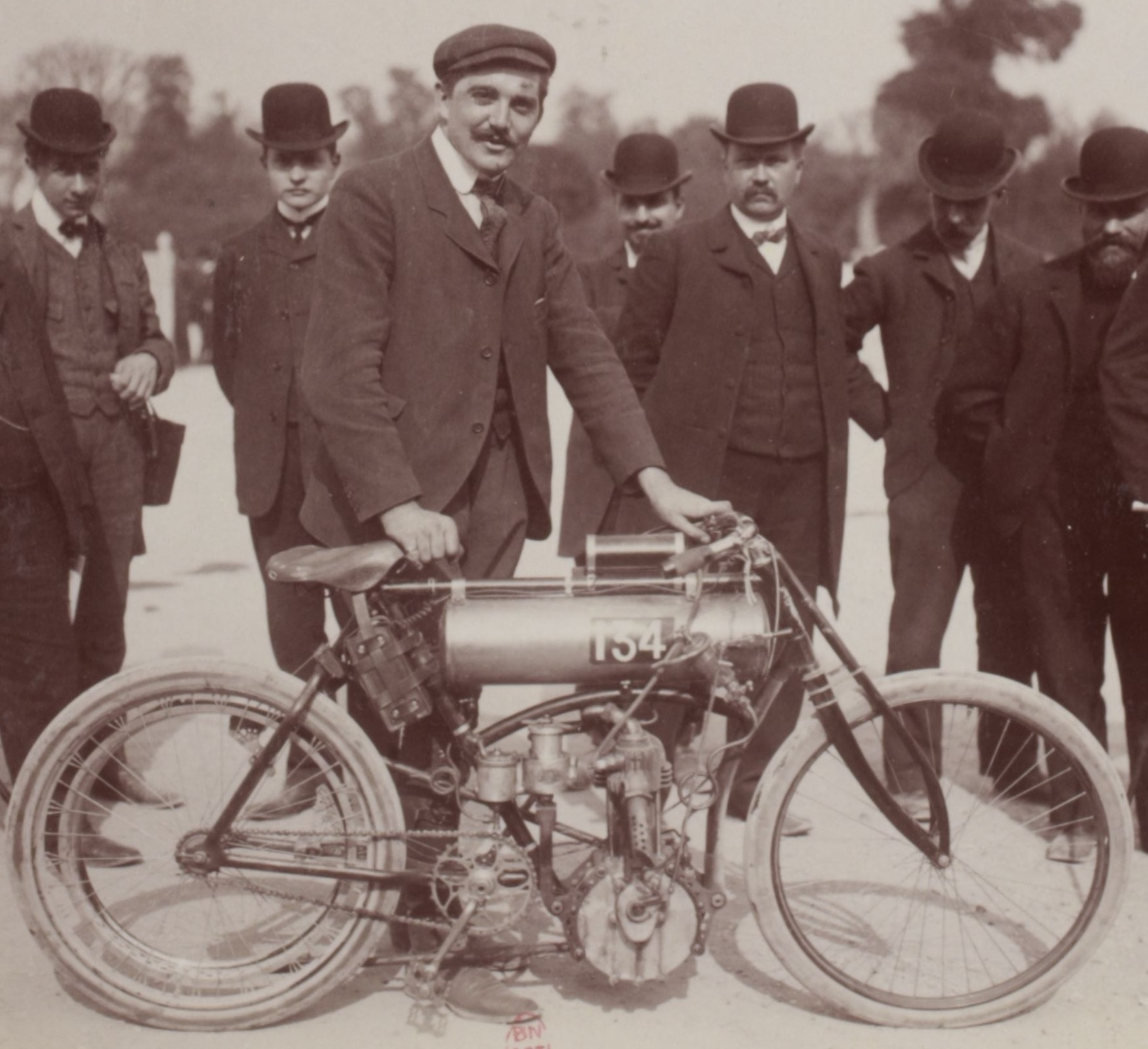
Dominique Lamberjack au Paris-Madrid 1903 (toujours sur Griffon).
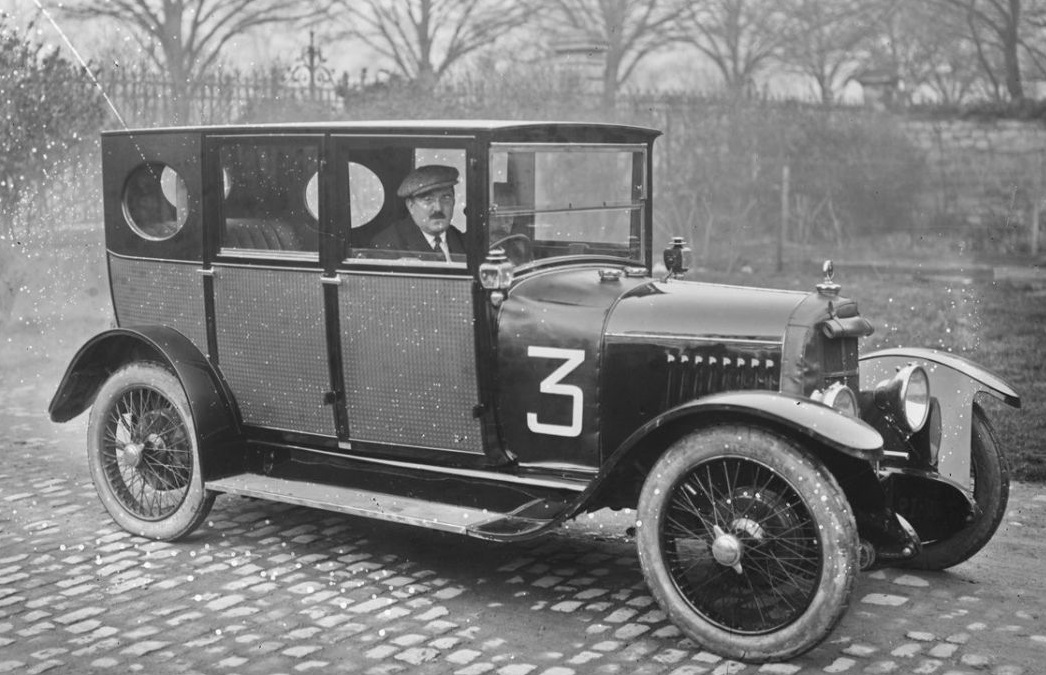
Dominique Lamberjack vainqueur du Critérium Paris-Nice 1923, sur Voisin 8HP.